# بهروز وحیدی آذر
بهروز وحیدی آذر (زادهٔ ۱۳۳۱، تبریز) نوازنده، معلم ویلن و رهبر ارکستر اهل ایران است.
وی در دوران اوج هنرستان موسیقی تبریز تحصیلات خود را در تبریز آغاز کرد؛ نظر مدیران و معلمین هنرستان بر ادامه تحصیل وی در تهران بود. دوره دوم دبیرستان را در تهران به آموزش و فعالیت هنری پرداخت. وی در دوران تحصیل از آموزش‌های هنرمندانی چون: نیکلای خاچاتوریان، استپان سانوسیان، هدایت الله خیرخواه، حشمت سنجری، حسین ناصحی، مرتضی حنانه، محمدتقی مسعودیه، پژمان خوجایان، بالتازار ویتریکوفسکی و مایکل شوماخر در کشور سوییس بهره برد.

## فعالیت حرفه‌ای
بهروز وحیدی آذر فعالیت حرفه‌ای خود را همراه با تحصیل در هنرستان موسیقی تهران آغاز کرد. پس از آن با ارکستر سمفونیک تهران به همکاری پرداخت. سپس به همراهِ ارکستر مجلسی تلویزیون ملی در کشورهای اروپایی از جمله ازبکستان در اتحاد جماهیر شوروی به اجرای برنامه پرداخت. پس از انقلاب اسلامی، در جشنواره موسیقی فجر جایزه سخت کوشی برای ایجاد ارکستر سمفونیک جوانان را دریافت کرد.[نیازمند منبع] او هر چند سال یک بار، با کمک مالی والدین، شاگردان خود را در ارکستری گرد هم می‌آورد و رهبری آن‌ها را بر عهده می‌گیرد. وی از سال ۱۳۷۰ به دعوت ارکستر مجلسی صدا و سیمای جمهوری اسلامی ایران فعالیت خود را در آن واحد از سر گرفت و ارکستر سمفونیک تبریز را در سال ۸۲ تأسیس کرد و یک شب به روی صحنه برد.

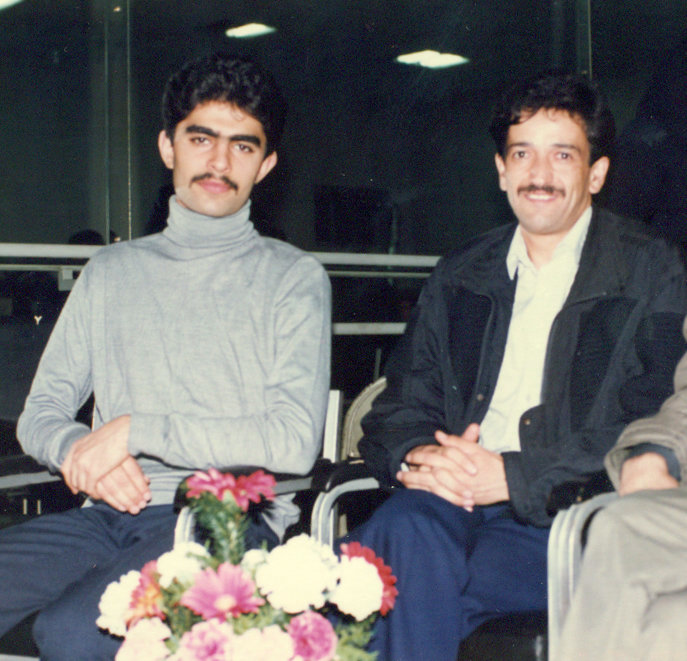
بهروز وحیدی آذر و یکی از شاگردانش (سید امیر آهنگ هاشمی) در هنرستان موسیقی تهران، پاییز ۱۳۶۶

## حساسیت‌های فرهنگی
از دغدغه‌های وی عدم نظارت دولت بر واردات «بی‌هدف» و «بی‌رویهٔ» سازهای گیتار و کیبورد الکترونیک «توسط سودجویان» است که این سازها به زعم او «بر رشد عاطفی کودکان تأثیر مخرّب دارد» و «برای بهداشت روانی کودکان بی‌تردید مضر هستند» و «از این سازها در کشورهای مبدأ و سازنده استقبال نمی‌شود». وی همچنین نگران «رشد موسیقی‌های "کافه‌ای"»، «جذب شدن فارغ‌التحصیلان موسیقی به "موسیقی کافه‌ای"» و رهبری ارکسترها به دست کسانی است که «سابقهٔ کافه‌ای دارند» و «صلاحیت ندارند».